# 效應列表
效應是重要事件的因果關係，用於強調應當注意的狀態，以下依照漢語拼音排列，可兼用注音符號查詢，同時列出各自所屬的研究領域。

## A
- A–J效果：經濟學
- 阿哈羅諾夫－玻姆效應：物理學
- 阿斯卡萊恩效應：粒子物理學
- 阿萊效應（英语：Allais effect）：邊緣物理學
- 阿里效應（英语：Allee effect）：生物學
- 埃弗謝德效應：電漿體物理學
- 艾默生效應：生物化學
- 艾聽豪森效應：熱動力學、電動力學
- 爱因斯坦－德哈斯效應：量子力學
- 安魯效應：量子力學
- 安慰劑效應：醫學
- 安列普效應（英语：Anrep effect）：醫學
- 岸壁效應（英语：Bank effect）：物理學

## B
- Bouba/Kiki 效應：語言學
- Β-矽基效應：化學
- 巴納姆效應：認知偏誤
- 巴尼特效應：磁學
- 巴拉薩-薩繆爾森效應：經濟學
- 巴克豪森效應：磁學
- 巴斯德效應：醫學
- 巴斯克維爾效應（英语：Baskerville effect）：醫學
- 巴耳德溫效果（英语：Baldwin effect）：生物學
- 玻爾效應：醫學
- 伯拉茲科效應：天文學
- 薄暮現象：色彩學
- 包興格效應：材料科學
- 斑比效應：心理學
- 皮古效果：經濟學
- 別費爾德-布朗效應：電磁學
- 邊緣效應：景觀生態學
- 賓大效應：經濟學
- 稟賦效應：經濟學
- 布萊德利效應：選舉研究
- 布裡奇曼效應：電學
- 布魯金斯效應（英语：Brookings effect）：大氣科學
- 布魯斯效應（英语：Bruce effect）：生物學
- 半島效應（英语：Al Jazeera effect）：媒體現象
- 貝哲德效應（英语：Bezold effect）：心理學
- 鮑迪奇效應（英语：Bowditch effect）：醫學
- 薄酒萊效應（英语：Beaujolais effect）：程式設計

## C
- CSI效應：犯罪偵查學
- 柴契爾效應：視覺錯覺
- 長鞭效應：管理學
- 衝日效應：觀測天文學
- 磁光克爾效應：光學、磁學
- 磁光效應：光學、磁學
- 測地線效應：廣義相對論
- 錯誤共識效應：認知偏誤
- 從眾效應：心理學
- 場址效應：地震學

## D
- 達克效應：認知偏誤、社會心理學
- 大湖效應：氣象學
- 大魚小池效應（英语：Big-fish–little-pond effect）：教育心理學
- 德拜-法爾肯哈根效應：電化學
- 德羅斯特效應：藝術技巧
- 德哈斯-范阿爾芬效應：磁學
- 刀口效應：電磁學
- 登伯效應：物理學
- 地面效應：流體力學
- 第二系統效應：軟體工程
- 第三人效果：媒體研究
- 奠基者效應：生態學
- 電光效應：非線性光學
- 電滯效應：表面化學
- 丁蟹效應：香港股市術語
- 多普勒效應：物理學
- 多米諾骨牌效應：物理學
- 惰性電子對效應：原子物理學
- 單純曝光效應：心理學

## E
- 俄歇效應：原子物理學
- 爾利效應：半導體

## F
- 法拉第效應：物理學
- 法蘭茲-卡爾迪西效應：光電子學
- 法琳效應：血液學
- 反位效應：配位化學
- 反溫室效應：大氣動力學
- 分數量子霍爾效應：物理學
- 芬克效應：麻醉學
- 弗林效應：心理學
- 浮體效應：半導體
- 福格特效應：光學
- 富蘭克林效應（英语：Ben Franklin effect）：心理學
- 非對稱葉片效應（英语：Asymmetric blade effect）：空氣動力學

## G
- 高滲透長滯留效應：腫瘤學
- 甘恩效應：微波技術
- 觀察者期望效應：心理學
- 觀測者效應：物理學
- 光電效應：量子力學
- 觀眾效應：社會心理學

## H
- 哈斯效應：聲學
- 黑滴現象：光學
- 寒蟬效應：法律術語
- 漢伯裡·布朗及特維斯效應：量子光學
- 蝴蝶效應：混沌學
- 華蓋效應（英语：Aureole effect）：科學
- 華萊士效應：演化生物學
- 霍桑效應：社會心理學
- 霍爾效應：電磁學
- 灰姑娘效應：進化心理學
- 紅眼現象：攝影
- 回彈效應（英语：Boomerang effect (psychology)）：社會心理學

## J
- 雞尾酒會效應：認知科學
- 吉布斯-唐南效應：化學
- 集膚效應：電子學
- 記憶效應：化學
- 偕二甲基效應：化學動力學
- 焦耳-湯姆孫效應：熱力學
- 間離效果：戲劇
- 近藤效應：凝聚體物理學
- 薑-泰勒效應：配位化學
- 巨磁阻效應：量子力學
- 涓滴效應：經濟學
- 加速器效應（英语：Accelerator effect）：經濟學

## K
- 卡皮查-狄拉克效應：量子力學
- 卡西米爾效應：量子場論
- 柯立芝效應：動物行為學
- 科肯德爾效應：化學
- 克頓-莫頓效應：光學
- 克爾效應：非線性光學
- 凱因斯效果：總體經濟學
- 凱伊效應：流體動力學
- 考茨基效應：生物學
- 肯德爾效應：通訊學
- 康普頓效應：原子物理學
- 康達效應：流體力學

## L
- 拉曼效應：光學
- 拉撒路效應：半導體
- 萊頓弗羅斯特現象：物理學
- 雷斯多夫效應：心理學
- 冷澤-提爾苓進動：廣義相對論
- 裡吉-勒杜克效應：電磁學
- 流平效應：化學
- 漣漪效應：經濟學、社會學、計算機科學
- 蓮葉效應：奈米技術
- 鄰近效應：電磁學
- 鄰位交叉效應：有機化學
- 量子霍爾效應：物理學
- 量子芝諾效應：量子學
- 量子穿隧效應：量子力學
- 羅賓漢效應：社會經濟學
- 羅斯特-麥克勞克林效應：天文學
- 隆巴德效應：聲學
- 籠效應：化學
- 林迪效应：社会经济学
- 累加性基因效應（英语：Additive genetic effects）：遺傳學

## M
- 馬太效應：社會心理學
- 馬林斯效應：材料科學
- 馬倫哥尼效應：流體力學
- 馬格努斯效應：流體力學
- 摩擦起電效應：電學
- 邁斯納效應：磁學
- 錨定效應：心理學
- 密勒效應：電子學
- 母體效應：遺傳學
- 彭巴效應：熱力學
- 穆斯堡爾效應：原子核物理學
- 模糊效應：認知偏誤
- 曼德拉效应：集体记忆错误

## N
- 逆法拉第效應：物理學
- 鯰魚效應：社會心理學

## O
- 歐特萊-湯斯效應（英语：Autler–Townes effect）：物理學

## P
- 坡印亭-羅伯遜效應：太空科學
- 泡克耳斯效應：非線性光學
- 旁觀者效應：社會心理學
- 皮格馬利翁效應：教育心理學
- 破窗效應：犯罪心理學

## Q
- 確定性效應：心理學、博弈論

## R
- 熱島效應：氣象學
- 熱電效應：熱力學
- 熱巧克力效應：波動力學

## S
- Slashdot效應：網路術語
- 史翠珊效應（欲蓋彌彰）：大眾心理學
- 手風琴效應：物理學
- 受試者期望效應：心理學
- 疏水效應：化學
- 斯塔克效應：原子物理學
- 斯特魯普效應：心理學
- 薩克斯-瓦福效應：物理宇宙學
- 塞曼效應：原子物理學
- 蘇尼亞耶夫-澤爾多維奇效應：天文學
- 聲光效應（英语：Acousto-optic effect）：物理學
- 生日數字效應：心理學
- 色相偏移效應（英语：Bezold–Brücke effect）：光學

## T
- 藤原效應：氣象學
- 廷得耳效應：物理
- 同離子效應：化學
- 天線效應（英语：Antenna effect）：電子學

## W
- 烏莫夫效應：天文學
- 烏佐效應：膠體化學
- 瓦氏效應：腫瘤學、植物生理學
- 威爾遜-巴甫效應：天文光譜學
- 威爾遜效應：天文學
- 韋德克瑟爾效應：生理學
- 微波聽覺效應：生理學
- 位阻效應：有機化學
- 溫室效應：地球科學
- 文丘裡效應：流體動力學
- 網路去抑制效應：心理學
- 網路效應：經濟學

## X
- 西瓜效應：政治學
- 系列位置效應：市場心理學
- 辛普森悖論：統計學
- 新地島效應：大氣科學
- 相對論性多普勒效應：狹義相對論
- 雪崩效應：密碼學
- 狹管效應，或峽谷效應：流體力學

## Y
- YORP效應：天文學
- 一月效應：統計學
- 壓阻效應：材料科學
- 亞爾科夫斯基效應：天文學
- 誘導效應：有機化學
- 煙囪效應：熱力學
- 眼鏡蛇效應：經濟學
- 引力時間延遲效應：廣義相對論
- 重力透鏡效應：廣義相對論
- 約瑟夫森效應：物理學
- 暈輪效應：心理學

## Z
- 仲介效應：有機化學
- 總觀效應：認知科學
- 鐘擺效應：選舉研究
- 自動移位效應（英语：Autokinetic effect）：視覺
- 阻擋效果（英语：Blocking effect）：心理學